# Oxyopes dubourgi
Oxyopes dubourgi là một loài nhện trong họ Oxyopidae.
Loài này thuộc chi Oxyopes. Oxyopes dubourgi được Eugène Simon miêu tả năm 1904.